# ルイ・サンローラン

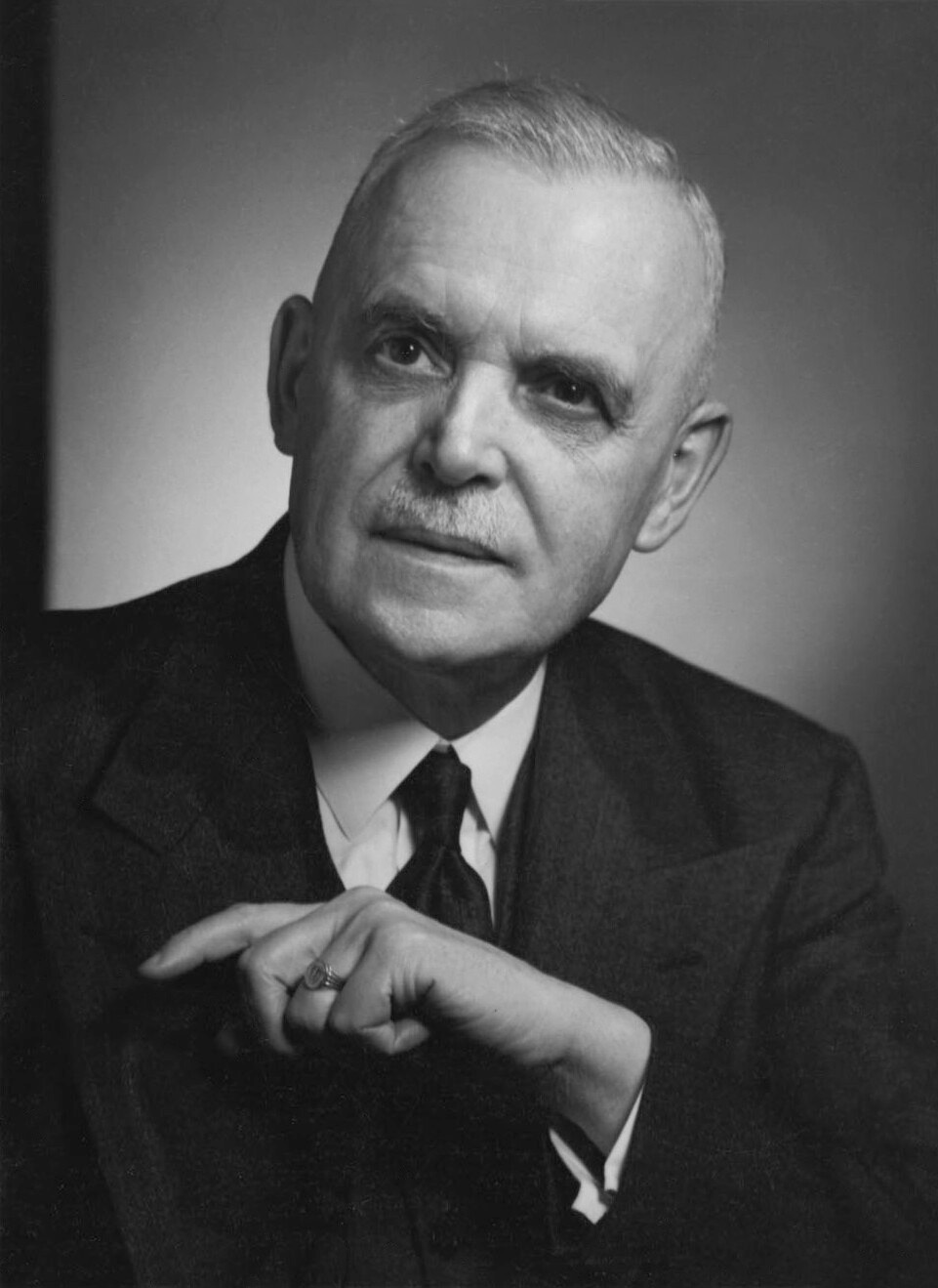
ルイ・サンローラン（1948年ごろ）

ルイ・サンローラン（フランス語: Louis St-Laurent、1882年2月1日 - 1973年7月25日）は、カナダの政治家、弁護士。第12代首相（1948年 - 1957年）。日本ではルイ・ステファン・サン・ローランとも表記される。

## 経歴
ケベック州南東部で生まれ育った。ラヴァル大学で法律を学び、1905年弁護士となる。1914年、ラヴァル大学教授となる。1941年12月、ウィリアム・ライアン・マッケンジー・キング内閣の司法相兼検事総長に抜てきされ政界入り。翌年2月には、ケベック東選挙区の補欠選挙で当選し庶民院（下院）議員となった。1946年9月に外相となり、その後の1948年のカナダ自由党党首選挙で勝利。引退するキングの後任の党首およびカナダ首相に就任した。フランス系カナダ人の首相としては、史上2人目であった。1949年と1953年の総選挙では続けて地滑り的勝利を収め、庶民院において安定多数の議席を維持した。
1954年3月10日から3月13日にかけて国賓として来日。
強硬な反共論者であり、1949年の北大西洋条約機構設立にあたってカナダは原加盟国となったほか、朝鮮戦争にも派兵した。国内では登録退職貯蓄年金 (RRSP) を創設し、またトランスカナダハイウェイやセントローレンス海路、トランスカナダ・パイプラインとなった公共事業を興した。首相在任中は「ルイおじさん」 (Uncle Louis) とあだ名がつくほど国民にしたわれ、1957年の総選挙も快勝すると見込まれたが、トランスカナダ・パイプラインの建設を急ぐあまり、国会での討論を打ち切るなどしたことが国民から傲慢とみられ、総選挙ではジョン・ディーフェンベーカー率いる進歩保守党に僅差で敗れ、22年間にわたった自由党政権は幕を下ろした。その直後に政界を引退し、弁護士業に戻った。
息子のジャン＝ポール・サンローランは1950年代に庶民院議員を務めた。カナダ沿岸警備隊に所属する砕氷船であるルイ・S・サンローランは、ルイにちなんで名付けられた。